# 1071
1071. је била проста година.

## Догађаји
- 15. април — Бари, последњи византијски посед у јужној Италији, се предао Роберту Гвискару.
- Смрт грофа Балдуина VI од Фландрије. Рат за његове поседе између Роберта Фризијског и Балдуинове удовице Ричилде, уз подршку краља Филипа I и Јустаха од Булоња. Робертова победа код замка Касел. Смрт Вилијама ФицОсберна, грофа од Херефорда.
- Завршетак освајања византијских и арапских (фатимидских) поседа у Италији од стране Нормана војводе Роберта. Освајање Барија од стране Нормана.
- Март — Римљанин Диоген кренуо је против Селџука у Кападокији.
- 19. август — Битка код Манцикерта. Селџучки Турци под командом Алпа Арслана победили су Византинце у бици код Манцикерта (Маназкерт, Манцикерт) и заробили византијског цара Романа IV Диогена.
- Алп Арслан је ослободио Романа у замену за неколико градова, укључујући Манцикерт и Антиохију. У Цариграду је Михаило, син Константина X и Евдокије, проглашен за цара.
- Селџучки Турци су заузели Малу Азију, Јерменију и Дербент.
- Константин Дука је победио Романа код Амасије и прогонио га до тврђаве Тиропеја. Кетапан Антиохије, Хехатур, притекао је Роману у помоћ. Андроник Дука је поново победио Романа. Роман се склонио у тврђаву Адана и предао га је сопствени народ. Роман је ослепљен и прогнан у Протестант.
- Михаил VII Дука, на инсистирање Михаила Псела и свог ујака Јована Дуке, делио је власт са Евдокијом. Михаило се посвађао са мајком. Дворска стража га је прогласила јединим царем. Евдокија је била приморана да оде у манастир. Власт је прешла на цезара Јована Дуку.
- Словенски устанак у против Византијског царства под вођством Ђорђа Војтеха и Константина Бодина. Његово сузбијање од стране византијских, норманских и немачких трупа.
- Туркменска инвазија на Палестину, предвођена војсковођом Ацизом.
- Држава Данишменд у Северној Анадолији. У североисточном делу Мале Азије формиран је Огуски емират Данишменд са градовима Сивас (Себастија), Кајсери (Цезарија), Малатја (Мелитина).
- Владавина: 1054-1068, 1069-1073 — Изјаслав Јарославович
- Половечка инвазија на Кијевску Русију (на периферији Ростовца и Нејатина).
- Изјаслав I Јарославич је водио неуспешан рат за Полоцку кнежевину, што је резултирало смрћу његовог најстаријег сина, кнеза Мстислава Изјаславича.
- Всеслав Брјачиславич протерује Свјатополка Изјаславича из Полоцка и по други пут постаје полоцки кнез, учвршћујући се у њему упркос новом поразу од Јарополка Изјаславича код Голотичка (у Полоцкој кнежевини).
- Устанак смердова под вођством волхва у Ростовској земљи.

### Август
- 26. август — У бици код Манцикерта Турци Селџуци су поразили Византијску војску цара Романа IV Диогена, после које су завладали централном Анадолијом.

## Смрти
- Манојло Комнин (протостратор)